# Der selbstsüchtige Riese (Film)
Der selbstsüchtige Riese (Originaltitel: The Selfish Giant) ist ein kanadischer Zeichentrickfilm von Peter Sander nach dem Kunstmärchen Der selbstsüchtige Riese von Oscar Wilde. Er erschien 1971. In Deutschland wurde er erstmals zu den Internationalen Filmfestspielen Berlin 1972 gezeigt, wo er mit dem Silbernen Bären für den besten Kurzfilm ausgezeichnet wurde.

## Handlung
Ein Riese, der von einer Reise zurückkehrt, findet in seinem Garten spielende Kinder vor. Er vertreibt die Kinder und baut eine Mauer um den Garten, in dem er von da an allein lebt. Im nächsten Frühling bleibt es im Garten des Riesen kalt, da der Frühling ihn vergisst und die Vögel und Blumen kein Interesse haben, in dem Garten zu leben, wenn dort keine Kinder spielen. Der Riese leidet unter der Kälte und fühlt sich einsam. Eines Tages finden die Kinder ein Loch in der Mauer und schleichen in den Garten. Sofort bricht der Frühling aus. Der Riese sieht aus dem Fenster auf jedem Baum ein Kind sitzen. Nur ein Junge ist zu klein, auf einen Baum zu klettern. Der Riese hebt den Jungen auf den Baum und erkennt dabei, wie unglücklich ihn seine Selbstsucht gemacht hat. Er reißt die Mauer ab und lädt alle Kinder in seinen Garten ein. In den folgenden Jahren genießt der Riese die Gesellschaft der Kinder, sieht allerdings den kleinen Jungen, dem er geholfen hat, nicht wieder. Jahre später, als der Riese alt geworden ist, sieht er an einem Wintertag den Jungen in der einzigen Ecke des Gartens, in der ein Baum Blüten trägt. Er erkennt seinen Freund wieder und geht zu ihm. Der Junge, der Stigmata an den Händen und Füßen hat, lädt den Riesen ein, diesmal mit in seinen Garten, das Paradies, zu kommen.

## Musik
Die Filmmusik komponierte und dirigierte Ron Goodwin. Das Vokalensemble The King’s Singers nahm für den Film zwei Lieder auf, Building a Wall und Years Go Over.

## Nominierungen und Auszeichnungen
- 1972: Oscar für den besten animierten Kurzfilm (nominiert)
- 1972: Silberner Bär der Internationalen Filmfestspiele Berlin für den besten Kurzfilm (gewonnen)